# 费利佩·孔塞桑
费利佩·德·奥利韦拉·孔塞桑（葡萄牙語：Felipe de Oliveira Conceição；1979年7月9日—），球员时期称费利佩·蒂格朗（葡萄牙語：Felipe Tigrão），巴西前职业足球运动员。

## 連結
- Zero Zero Profile （页面存档备份，存于）
- LFPT Profile